# Thermostat (four)
Pour les articles homonymes, voir thermostat (homonymie).

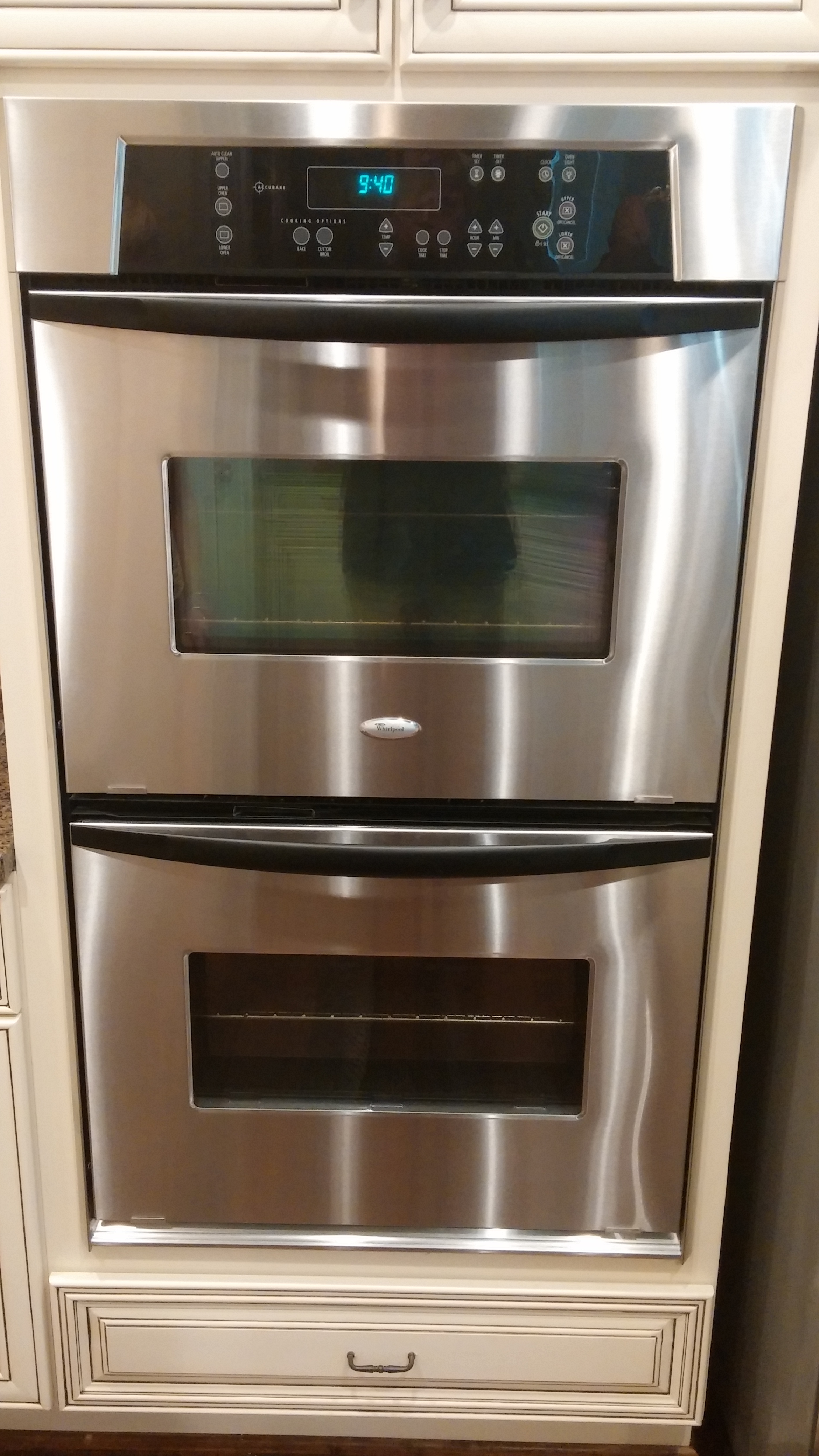
Double four électrique avec Thermostat électronique

Le thermostat d'un four est le dispositif permettant de régler et de maintenir automatiquement une certaine température dans le four, commandé le plus souvent par un commutateur rotatif placé à l'avant de l'appareil.

## Le thermostat comme unité
Dans le domaine de l'électroménager pour la cuisine, on décrivait souvent la température à laquelle un four devait être porté pour la cuisson d'un aliment ou d'un plat en indiquant une valeur sur une échelle de 1 à 10 sur laquelle doit pointer la commande du thermostat. Il faut noter cependant que de plus en plus de fours disposent maintenant d'une lecture numérique. Cette échelle devient donc désuète.
Les températures correspondantes varient selon les livres de cuisine et ne suivent pas toujours une loi mathématique simple.
| Thermostat | °C           |
| ---------- | ------------ |
| 1 à 2      | 105 à 140 °C |
| 2 à 3      | 140 à 150 °C |
| 3 à 4      | 150 à 165 °C |
| 4 à 5      | 165 à 180 °C |
| 5 à 6      | 185 à 205 °C |
| 6 à 7      | 205 à 225 °C |
| 7 à 8      | 228 à 244 °C |
| 8 à 9      | 248 à 265 °C |
| 9 à 10     | 270 à 287 °C |
| 10         | 290 à 310 °C |

| Thermostat | °C           |
| ---------- | ------------ |
| 1          | 100 à 120 °C |
| 2          | 120 à 140 °C |
| 3          | 140 à 160 °C |
| 4          | 160 à 180 °C |
| 5          | 180 à 200 °C |
| 6          | 200 à 220 °C |
| 7          | 220 à 240 °C |
| 8          | 240 à 260 °C |
| 9          | 260 à 280 °C |
| 10         | 280 à 300 °C |

D'autres correspondances sont parfois données telle que celle donnée dans le tableau ci-dessous et qui correspond à une évolution par des paliers de 50 degrés Fahrenheit (°F), soit des paliers de 27,78 °C, souvent arrondis à 30 °C.
| Signification        | Thermostat | °F (°C)         |
| -------------------- | ---------- | --------------- |
| Four tiède           | 1          | 100 °F (40 °C)  |
| Four très très doux  | 2          | 150 °F (70 °C)  |
| Four très doux       | 3          | 200 °F (90 °C)  |
| Four doux            | 4          | 250 °F (120 °C) |
| Four moyen doux      | 5          | 300 °F (150 °C) |
| Four moyen chaud     | 6          | 350 °F (180 °C) |
| Four chaud           | 7          | 400 °F (200 °C) |
| Four très chaud      | 8          | 450 °F (230 °C) |
| Four très très chaud | 9          | 500 °F (260 °C) |
| Four brûlant         | 10         | 550 °F (290 °C) |